# Чемпіонат Європи з боксу 2010
XXXVIII Чемпіонат Європи з боксу (чоловіків) відбувся 4 — 13 червня у Москві в Росії.
Україну представляли боксери: Денис Шкарубо, Артем Далакян, Георгій Чигаєв, Олег Малиновський, Дмитро Буленков, Олександр Ключко, Тарас Шелестюк, Сергій Дерев'янченко, Олександр Гвоздик, Денис Пояцика, Роман Капітоненко.

## Медалісти
| Категорія:                         | Золото:          | Срібло:            | Бронза:                               |
| Перша найлегша вага (до 48 кг)     | Педді Барнс      | Ельвін Мамішзаде   | Хосе де ла Ніеве Оганес Даніелян      |
| Найлегша вага (до 51 кг)           | Міша Алоян       | Халід Яфай         | Вінченцо Пікарді Ронні Беблік         |
| Легша вага (до 54 кг)              | Едуард Абзалімов | Георгій Чигаєв     | Ендрю Селбі Гамаль Яфай               |
| Напівлегка вага (до 57 кг)         | Денис Макаров    | Іан Вівер          | Сергій Куніцин Тайрон Маккалоу        |
| Легка вага (до 60 кг)              | Альберт Селімов  | Том Сталкер        | Євген Бурхард Ерік Донован            |
| Перша напівсередня вага (до 64 кг) | Грачик Джавахян  | Дьюла Кате         | Олександр Солянніков Олександр Ключко |
| Напівсередня вага (до 69 кг)       | Балаж Бачкаї     | Алексіс Вастін     | Магомед Нурудінов Тарас Шелестюк      |
| Середня вага (до 75 кг)            | Артем Чеботарьов | Даррен О'Ніл       | Ніколай Весєлов Младен Манев          |
| Напівважка вага (до 81 кг)         | Артур Бетербієв  | Абделькадер Буенья | Артур Хачатрян Кенні Іган             |
| Важка вага (до 91 кг)              | Єгор Мехонцев    | Тервел Пулєв       | Денис Пояцика Йожеф Дармос            |
| Надважка вага (вище 91 кг)         | Сергій Кузьмін   | Віктор Зуєв        | Іосиф Абдельгані Роман Капітоненко    |

## Медальний залік
| Медальний залік |             |        |        |        |       |
| Місце           | Держава     | Золото | Срібло | Бронза | Разом |
| 1               | Росія       | 7      | 0      | 1      | 8     |
| 2               | Ірландія    | 1      | 1      | 3      | 5     |
| 3               | Угорщина    | 1      | 1      | 1      | 3     |
| 4               | Вірменія    | 1      | 0      | 2      | 3     |
| 4               | Німеччина   | 1      | 0      | 2      | 3     |
| 6               | Англія      | 0      | 1      | 3      | 4     |
| 7               | Франція     | 0      | 2      | 0      | 2     |
| 8               | Україна     | 0      | 1      | 4      | 5     |
| 9               | Білорусь    | 0      | 1      | 3      | 4     |
| 10              | Болгарія    | 0      | 1      | 1      | 2     |
| 11              | Азербайджан | 0      | 1      | 0      | 1     |
| 12              | Іспанія     | 0      | 0      | 1      | 1     |
| 12              | Ізраїль     | 0      | 0      | 1      | 1     |
| 12              | Уельс       | 0      | 0      | 1      | 1     |
| 12              | Італія      | 0      | 0      | 1      | 1     |